# Jean-Loup Herbert
 (février 2016).
Si vous disposez d'ouvrages ou d'articles de référence ou si vous connaissez des sites web de qualité traitant du thème abordé ici, merci de compléter l'article en donnant les références utiles à sa vérifiabilité et en les liant à la section « Notes et références ».
Jean-Loup Herbert, né le 8 novembre 1941 à Lyon 6e et mort le 6 janvier 2005 à Firminy, est un anthropologue français.

## Biographie
Après des études à l’Institut d’études politiques de Lyon, il a passé de nombreuses années en Amérique du Sud, marquées par un engagement guévariste. Il a d’abord défendu la cause des droits des Indiens et publié en 1972 un livre intitulé Indianité et lutte des classes aux éditions 10/18. Il s’est ensuite passionné pour l’œuvre de Lucio Costa, urbaniste qui a dessiné le plan de Brasilia, la nouvelle capitale du Brésil et en a conclu que l’architecture allait de pair avec une vision spirituelle de la société. Ce qui l'a amené à devenir enseignant vacataire à l’École d’architecture de Saint-Étienne et à vivre avec sa famille dans l’unité d’habitation construite par Le Corbusier à Firminy.
Devenu spécialiste de l’architecte suisse, il organisa, en septembre 2004, le colloque Le Corbusier messager, à l’occasion des 70 ans du pavillon suisse de la Cité internationale universitaire de Paris.
Jean-Loup Herbert était connu par ailleurs comme un intellectuel musulman. Il s’était converti à l’islam à la suite d’un voyage en Iran. Selon les termes de l’universitaire strasbourgeois Éric Geoffroy : « Son tiers-mondisme s’est transformé progressivement en quête spirituelle vers l’islam »[réf. nécessaire].
Devenu Jean-Loup Abdelhalim Herbert, il soutint, dans un premier temps, la révolution iranienne. Dans un article publié en avril 1984 dans Le Monde diplomatique, il s’enthousiasmait pour le régime khomeiniste, dans lequel il voyait « la force mobilisatrice d’une spiritualité ». Il était cependant d’une stricte orthodoxie sunnite, tout en entretenant de bonnes relations avec de nombreux convertis soufis. C’est ainsi qu’il travailla sur une traduction et des commentaires du Coran avec Maurice Gloton, qui s’inscrit dans la lignée du soufisme français.
Malgré ses sympathies de jeunesse, l’anthropologue n’a jamais été tenté par l’islamisme politique. À partir des années 1990, il a assuré, selon Xavier Ternisien, une présence de grand frère auprès de la communauté musulmane de France. Plusieurs cadres associatifs rapportent que le frère Abdelhalim les calmait souvent et les invitait à la patience, face à la mise en place imparfaite des instances représentatives de l’islam en France.
Maurice Gloton estime, pour sa part, que « Jean-Loup Herbert méritait bien son prénom de Halim, qui signifie le longanime en arabe ». Au cours des dernières années de sa vie, Jean-Loup Herbert a donné de nombreuses conférences dans les colloques organisés par les associations musulmanes, sur des thèmes tels que l’altermondialisme, les relations internationales ou encore l’histoire de la pensée musulmane.